# Liste der Monuments historiques in Épernay-sous-Gevrey
Die Liste der Monuments historiques in Épernay-sous-Gevrey führt die Monuments historiques in der französischen Gemeinde Épernay-sous-Gevrey auf.

## Liste der Objekte
| Bezeichnung             | Beschreibung                           | Standort                       | Kennzeichnung | Schutzstatus | Datum | Bild |
| ----------------------- | -------------------------------------- | ------------------------------ | ------------- | ------------ | ----- | ---- |
| Skulptur eines Apostels | Stein, farbig gefasst, 16. Jahrhundert | in der Kirche St-Didier (Lage) | PM21003679    | Inscrit      | 1976  |      |